# Selaginella hezhangensis
Selaginella hezhangensis là một loài dương xỉ trong họ Selaginellaceae. Loài này được P.S. Wang & X.Y. Wang mô tả khoa học đầu tiên năm 1996.